# Ligdia obscura
Ligdia obscura là một loài bướm đêm trong họ Geometridae.